# Suffkoppkommando 2
Suffkoppkommando ist das Studioalbum der Rapper M.I.K.I,  Reece, Akkord und DeoZ, welches am 6. Oktober 2017 über das Label Kopfnussmusik erschien.

## Thematik
Das Album der vier Rapper beleuchtet das Thema Alkohol aus verschiedenen Blickwinkeln. Neben Partysongs gibt es auch entspannte Musik, Liebesbekundungen zu Bier und Cocktails sowie einen reflektierenden Song zu den direkten Folgen des Alkoholkonsums. Zwei der Titel sind Skits, wobei es sich um Sprachmemos von M.I.K.I und DeoZ in alkoholisierten Zustand handelt.

## Covergestaltung
Das Cover ist angelehnt an das Cover des ersten Teils. Mittig befindet sich der Name des Albums in grüner auf schwarzem Grund, darunter die Zeichnung eines trinkenden Mannes.

## Musikvideos
Im Rahmen der Promotion des Albums wurden drei Musikvideos und ein Videosnippet veröffentlicht.
Das Musikvideo zu I bims spielt auf dem  Ballermann auf der spanischen Insel Mallorca, wo die Interpreten mit weiteren Männern am Strand feiern. Zusätzlich zeigt sich Reece mit einer leicht bekleideten Frau in einem Pool.
Das Musikvideo zu Feta auf Kreta zeigt die Interpreten M.I.K.I, Reece und Akkord, dem BVB-Videoblogger Jimmy sowie einem den Fans unter dem Namen Bergziege bekannten Freund der Interpreten auf der griechischen Insel Kreta. Dabei feiern, tanzen und trinken die Protagonisten auf einer Villa, wobei auch Möbel zerstört werden. Weitere Szenen spielen sich in den Dörfern der Insel ab.
Das dritte Musikvideo zu Blue Curacao spielt auf der Tropeninsel Curaçao. Dabei sind die Interpreten Reece und DeoZ am Strand, im Dorf und auf einem Schrottplatz zu sehen. Es treten immer wieder Insulaner auf, welche die Anwesenheit der beiden Rapper positiv aufnehmen.

## Titelliste
| #  | Titel                      | Interpreten                  |
| -- | -------------------------- | ---------------------------- |
| 1  | Kneipenterroristen         | M.I.K.I, Reece, Akkord, DeoZ |
| 2  | Flaschen in die Luft       | Reece, DeoZ                  |
| 3  | Schnapsleichensound        | M.I.K.I, Reece, DeoZ         |
| 4  | Immer noch auf Kneipentour | M.I.K.I, Reece, Akkord, DeoZ |
| 5  | Eier (Skit)                | M.I.K.I                      |
| 6  | Vollblutasi                | M.I.K.I, DeoZ, Reece         |
| 7  | Feta auf Kreta             | M.I.K.I, Reece, Akkord       |
| 8  | Blue Curacao               | Reece, DeoZ                  |
| 9  | Gib mir mein’ Cocktail     | M.I.K.I, Reece               |
| 10 | I bims                     | M.I.K.I, Reece               |
| 11 | Bier                       | Reece, Akkord                |
| 12 | Frau Jägermeister          | M.I.K.I                      |
| 13 | Ich greif mich an (Skit)   | DeoZ                         |
| 14 | Der Morgen danach          | M.I.K.I, Reece, DeoZ         |
| 15 | Eine Runde auf uns         | M.I.K.I, Reece               |
| 16 | Sie singen unsere Lieder   | M.I.K.I, Reece               |

## Charterfolg
Am 13. Oktober 2017 stieg das Album auf Platz 29 der deutschen Album-Charts ein.